# Brons

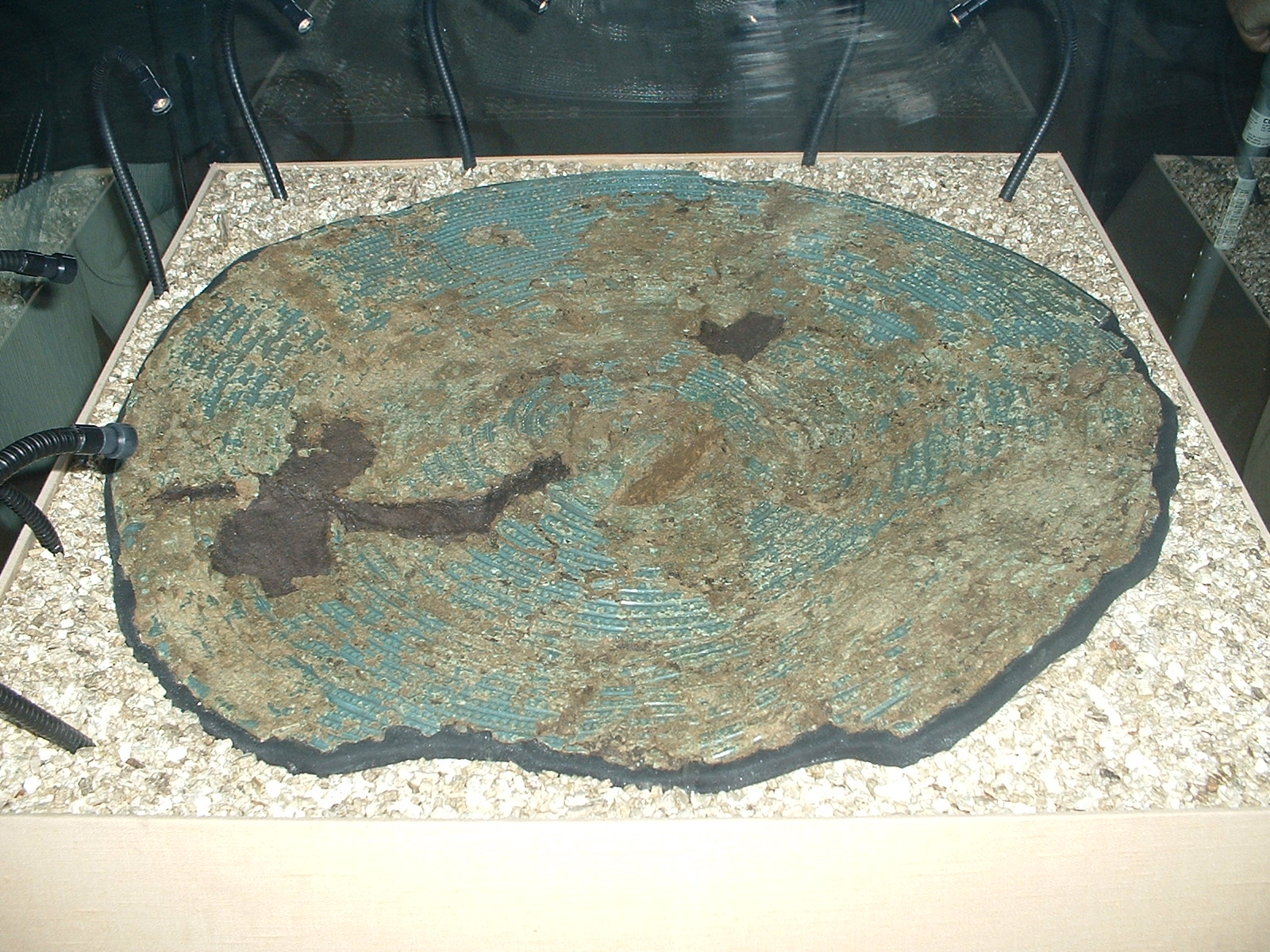
Schild uit de bronstijd

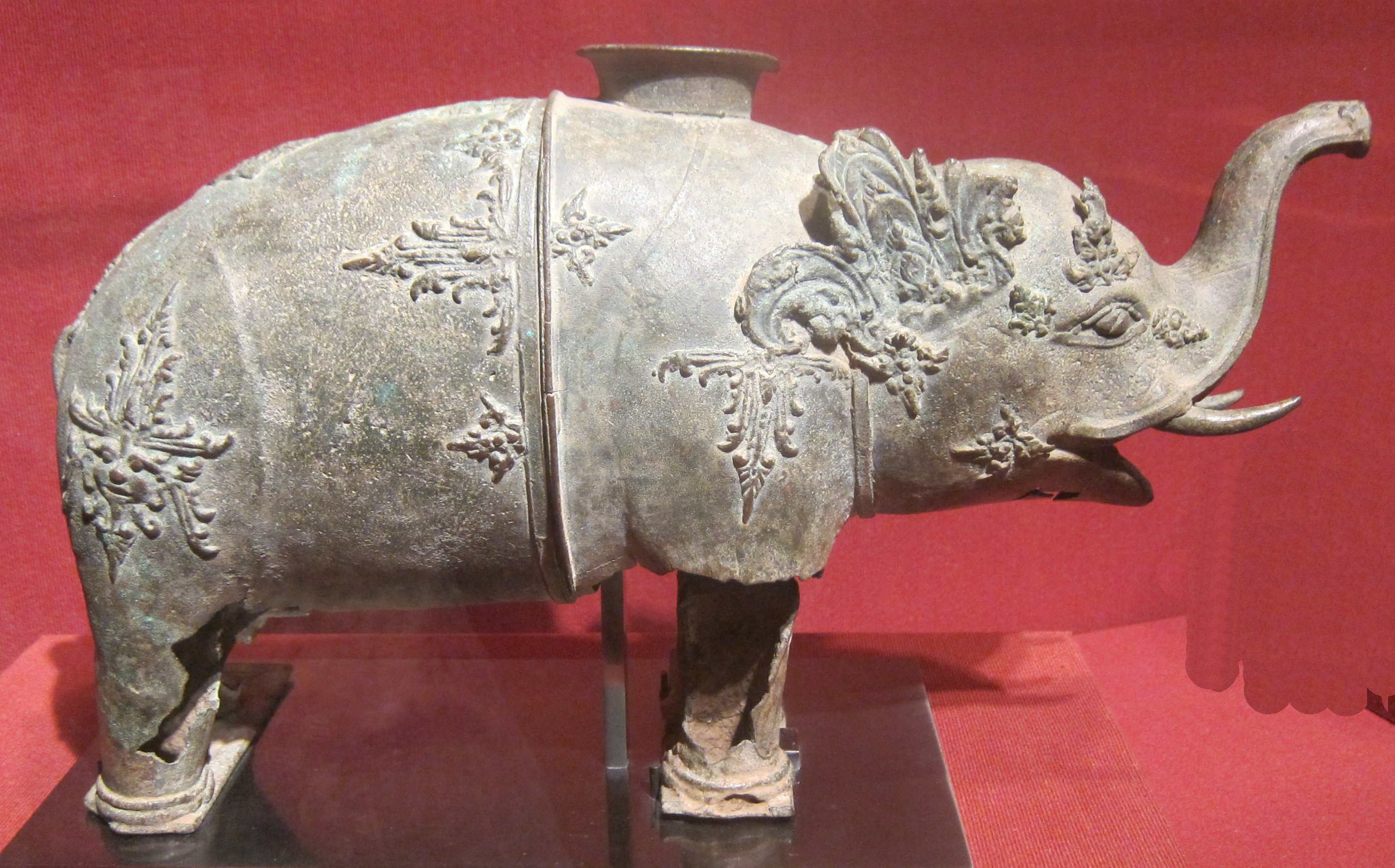
Bronzen vat voor plengoffer, 12e tot 13e eeuw, Sumatra

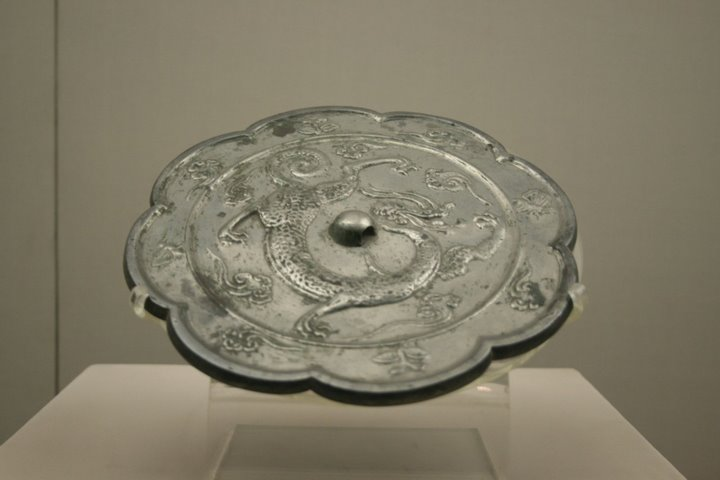
Bronzen spiegel met Chinese draak, uit de Tang-dynastie

Brons is een legering van koper en tin. Het tingehalte kan variëren van ca. 10 tot 30%. De legering heeft een roodachtige tot gelige kleur, afhankelijk van het tingehalte. De periode in de geschiedenis waarin de mensheid op grote schaal gebruikmaakte van voorwerpen gemaakt van brons, heet traditioneel de bronstijd. Brons is het eerste metaal, op enkele eerdere voorwerpen van koper uit het neolithicum na, dat in de Nederlanden door de mens werd gebruikt, ter vervanging van steen in het paleolithicum. Het is een taai en corrosiebestendig materiaal, dat zich goed leent voor bewerking. Een bronzen oppervlak krijgt na een zekere tijd een groen patina.

## Geschiedenis
Metaalgieters ontdekten in het derde millennium voor Christus proefondervindelijk dat brons voordelen had in vergelijking met zuiver koper bij de productie van artistieke beelden. De ontdekking van brons maakte het mogelijk metalen voorwerpen te produceren die sterker waren dan daarvoor mogelijk was. Gereedschap, wapens, uitrustingen en verschillende bouwmaterialen, zoals gedecoreerde tegels gemaakt van brons, waren harder en sterker dan steen en koper, de voorlopers van brons. Brons werd eerst gemaakt door koper met arseen te legeren. De oudst bekende voorwerpen met deze samenstelling komen uit het vijfde millennium v.Chr. Later werd tin gebruikt om brons mee te maken en dat werd ook het enige type brons dat in het late 3de millennium v.Chr. werd gemaakt. Brons waar tin in was verwerkt was gemakkelijker te maken, eenvoudiger te gieten en sterker dan het brons met arseen. Tin is bovendien, in tegenstelling tot arseen, niet giftig. De eerste tinhoudende bronzen producten dateren uit het late vierde millennium v.Chr. en zijn gevonden in Susa en Lorestan in Iran, een aantal plaatsen in China en in Mesopotamië in het huidige Irak. Koper- en tinerts worden zelden samen gevonden, met uitzondering van een enkel gebied in Thailand en Iran, zodat men voor de grondstof voor de productie van brons van de handel afhankelijk was.
Ertsgesteente in Cornwall in het zuidwesten van Engeland was in Europa de voornaamste bron voor tin, dat tot in Fenicië aan de Middellandse Zee werd verhandeld. Koper werd gevonden in Etrurië, Sardinië en Cyprus. Hoewel brons in het algemeen harder is dan smeedijzer, met een vickershardheid van 60-258 tegen 30-80, kwam er een einde aan de bronstijd en begon de ijzertijd. Dit gebeurde omdat het gemakkelijker was om ijzer te vinden en het beter kon worden bewerkt. Brons werd nog steeds in de ijzertijd gebruikt, bijvoorbeeld door officieren in het Romeinse leger die bronzen zwaarden hadden, terwijl het voetvolk met ijzeren zwaarden was toegerust. Voor veel toepassingen werd het zwakkere smeedijzer voldoende geschikt bevonden.
Spelter is een legering die op brons lijkt en die vanaf het einde van de 19de eeuw tot in de eerste helft van de 20e eeuw is gebruikt.

## Eigenschappen
Brons is door de toevoeging van tin harder en minder buigzaam dan koper en heeft een kleinere buigsterkte, het heeft een grote dichtheid waardoor het in de bouw en constructie weinig toepassingen heeft, wel kan het gemakkelijk worden gegoten. Door de toevoeging van tin heeft brons een lager smeltpunt dan puur koper. Dat maakt brons uiterst geschikt voor gebruiksvoorwerpen, zoals de bronzen wapens van de klassieke oudheid, en kunstwerken.
Het is bestendig tegen corrosie en wordt het daarom toegepast in voorwerpen die in contact met zeewater kunnen komen, zoals appendages en beslag op schepen. Een speciale toepassing is als gereedschap dat gebruikt wordt in omgevingen waar explosiegevaar, aangegeven door ATEX, heerst en vonkvorming ongewenst is, zoals bij opslagtanks voor benzine. Een stalen hamer zou door vonken de benzinedamp kunnen ontsteken.

## Toepassingen
Bronzen voorwerpen, van heel kleine tot heel grote, worden volgens de techniek van het bronsgieten gemaakt. Kerkklokken zijn net zoals veel standbeelden vrijwel altijd van brons. Voor de meeste gegoten voorwerpen wordt brons gebruikt dat voor 10% uit tin bestaat, maar voor bronzen kerkklokken is het tinpercentage circa 20%, in welk geval de legering ook wel klokspijs wordt genoemd.
Brons werd in de klassieke oudheid zowel door Grieken, Etrusken als Romeinen in de beeldhouwkunst gebruikt. Via de verlorenwasmethode werden beelden van personen of ruiters gemaakt. Een voorbeeld zijn de twee bronzen van Riace, gevonden voor de kust van Calabrië. Veel van dergelijke beelden zijn verloren gegaan, omdat ze opnieuw om het metaal werden gesmolten. Een opmerkelijke vondst is in België in 1990 gedaan bij het Bronsdepot van Heppeneert.

## Overige

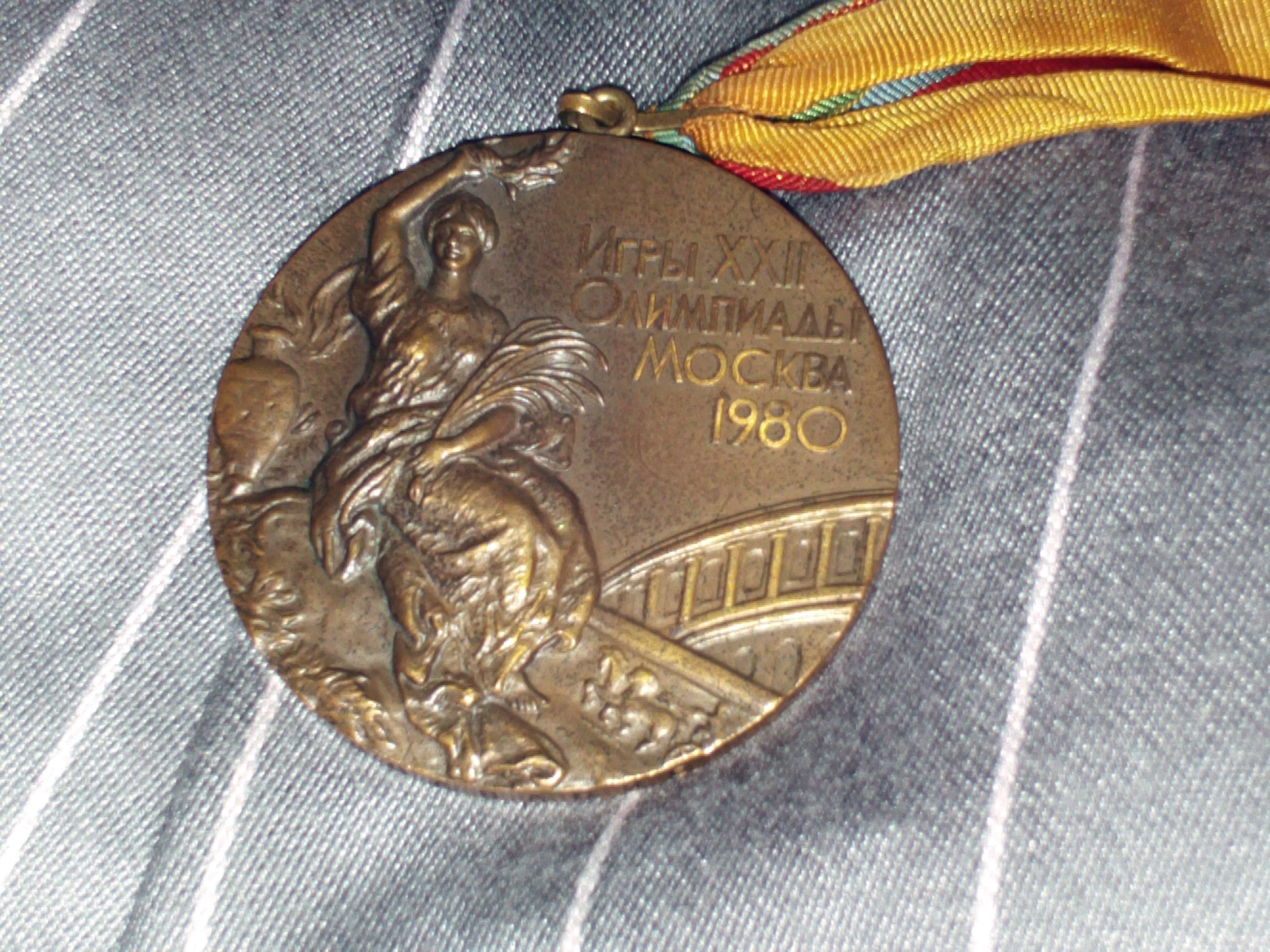
Bronzen medaille van de Olympische Zomerspelen 1980

- Traditioneel is brons het derde 'eremetaal': iemand die in een wedstrijd een derde plaats behaalt krijgt een bronzen medaille uitgereikt.